# Escuela de Arquitectura de Sarasota

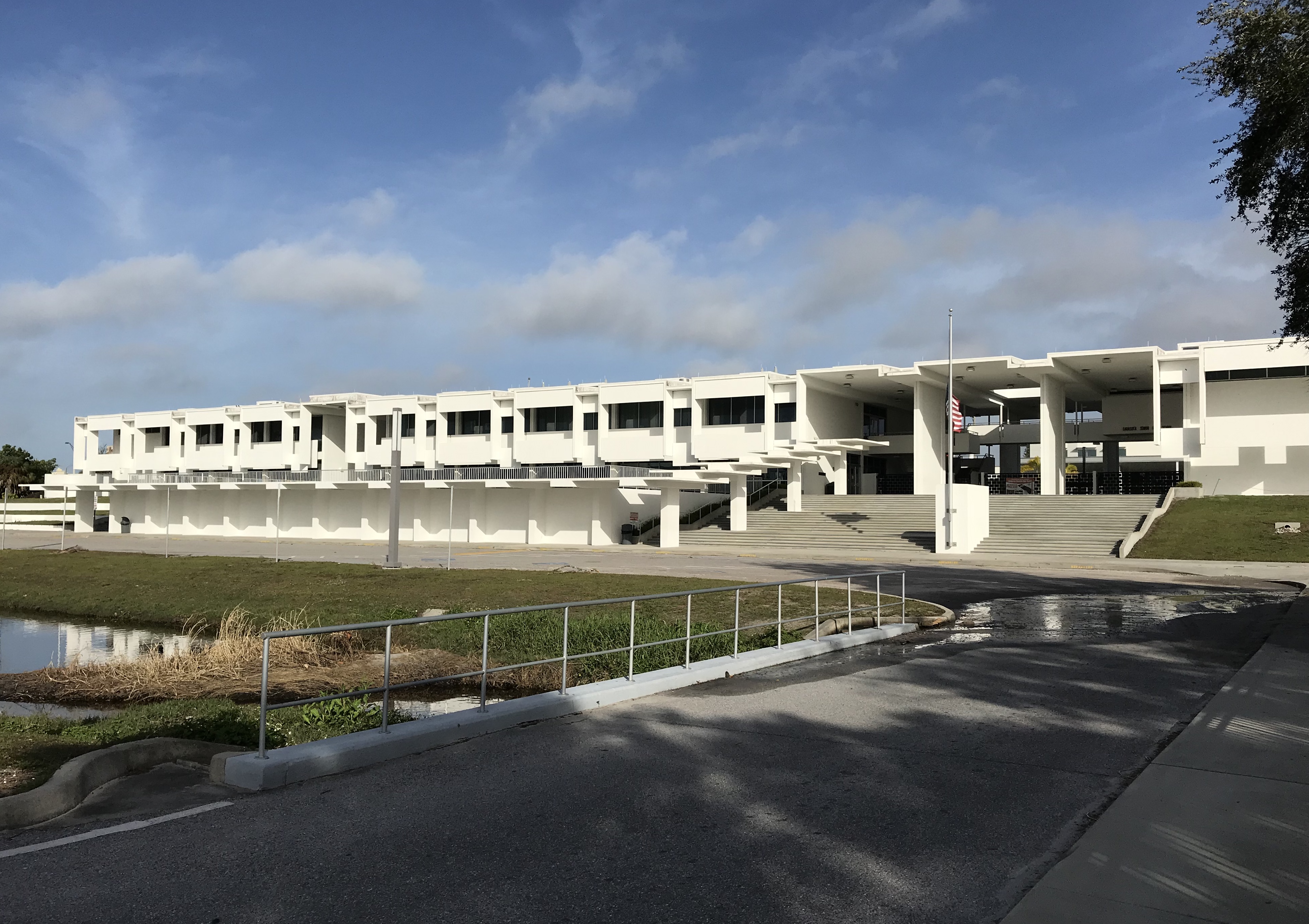
Adición de la escuela secundaria de Sarasota
Paul Rudolph, arquitecto

La Escuela de Arquitectura de Sarasota, a veces llamada Sarasota Modern, es un estilo regional de la arquitectura moderna de posguerra (1941 - 1966) que surgió en la Costa Centro Oeste de Florida, en y alrededor de la ciudad de Sarasota, Florida .  Se caracteriza por estructuras de planta abierta, a menudo con grandes planos de vidrio para facilitar la iluminación natural y la ventilación, que abordan los requisitos únicos del clima regional. Muchos de los arquitectos que fueron pioneros en este estilo llegaron a ser reconocidos mundialmente más tarde en sus carreras, y varios edificios importantes permanecen hoy en Sarasota.

## Construyendo los cimientos

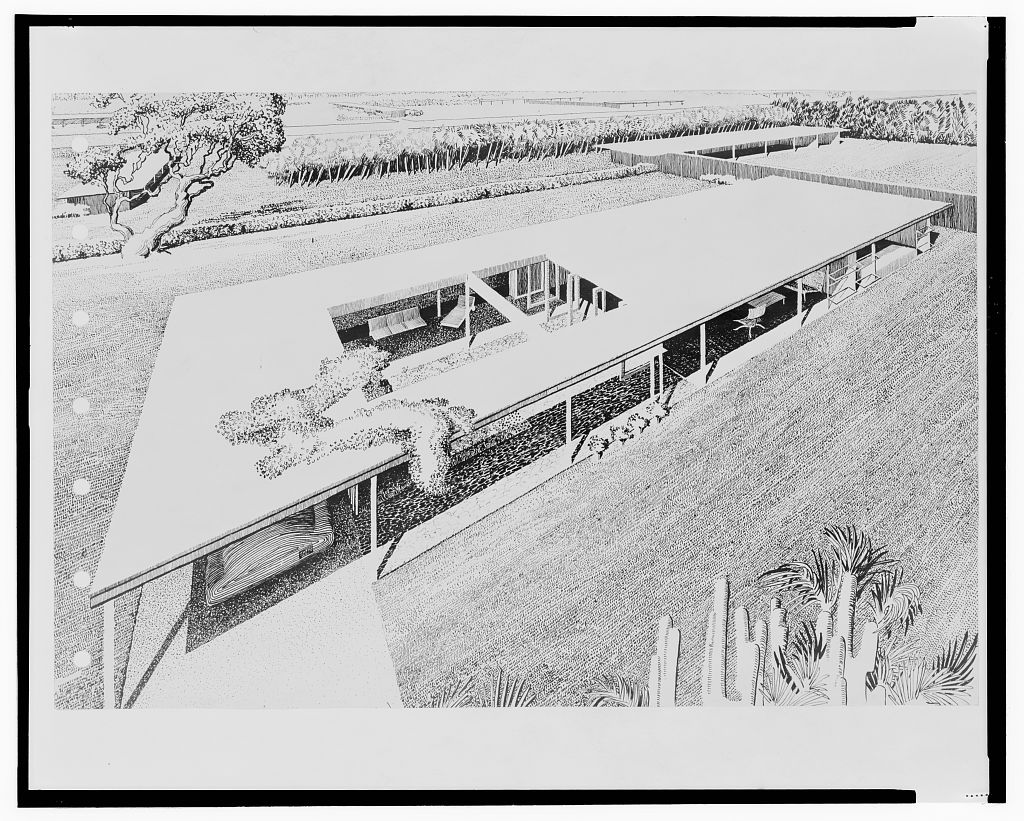
Diseño de la Casa Revere. Paul Rudolph, arquitecto, FAIA
(Biblioteca del Congreso)

Varios factores dieron origen a la Escuela de Arquitectura de Sarasota: el auge de la construcción residencial posterior a la Segunda Guerra Mundial, el desarrollo de nuevas tecnologías de construcción, la evolución de nuevos conceptos arquitectónicos y el surgimiento de una nueva generación de arquitectos dispuestos a crear diseños innovadores y vanguardistas.
Ralph Twitchell es ampliamente reconocido como el fundador de la "Escuela Sarasota". Fue uno de los primeros arquitectos en experimentar con técnicas de construcción de hormigón reforzado ( lamolítico ). Su enfoque arquitectónico orgánico-moderno fue influenciado por los diseños de la casa Usonia de Frank Lloyd Wright: diseño abierto, voladizos, ventanas de cristal, calefacción solar pasiva y enfriamiento natural.  Sarasota demostró ser un clima particularmente adecuado para la arquitectura de planta abierta.
El arquitecto Paul Rudolph se asoció con Twitchell en 1947. Rudolph dijo que eligió residir en Sarasota porque "para mí, hay algo en la arquitectura moderna que la hace más simpática con los climas cálidos que con los climas fríos". Rudolph se había graduado recientemente de la Escuela Superior de Diseño de Harvard, bajo la tutela de Walter Gropius, fundador de la Escuela Bauhaus. Durante los próximos cinco años, Twitchell y Rudolph desarrollaron una filosofía de diseño, combinando el estilo orgánico-moderno e internacional en lo que se convirtió en una forma única de arquitectura. Esta filosofía, articulada por Rudolph en 1947, se codificó de la siguiente manera: claridad de construcción, economía máxima de medios, volúmenes generales simples que penetran vertical y horizontalmente, geometría clara flotando sobre el paisaje de Florida, honestidad en los detalles y conexiones estructurales.
Una serie de innovadores trabajos experimentales construidos por Twitchell y Rudolph, que reflejan esta filosofía, ganaron notoriedad mundial como ejemplos significativos de la arquitectura moderna.  Estos incluían la Twitchell House, la Revere Quality House , Lamolithic Houses , Healy Guest House , Siegrist House, y Leavengood Residence.  Reflejaron el entorno regional, algunos utilizaron los cipreses locales, muchas con pisos elevados para evitar la humedad de la Florida, la mayoría con ventanas y parrillas diseñadas para manipular y redirigir la luz natural y el calor.
En 1952, el historiador de la arquitectura Henry Russell Hitchcock proclamó, "un grupo de jóvenes arquitectos está haciendo la arquitectura nueva más emocionante del mundo en Sarasota".

## Un movimiento arquitectónico

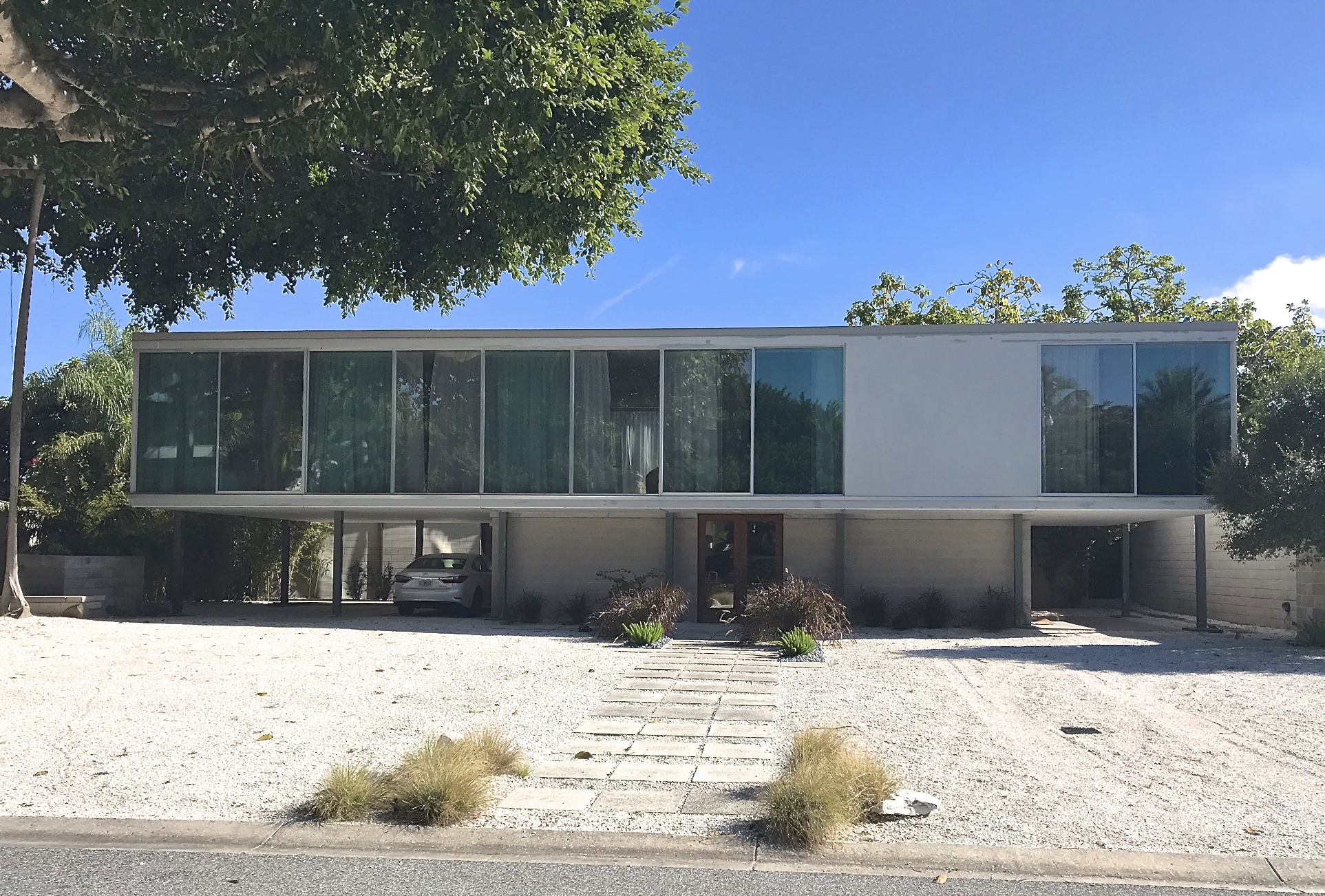
Estudio Hiss. Tim Seibert, arquitecto

El éxito de Twitchell y Rudolph en Sarasota había atraído a un grupo prominente de arquitectos de ideas afines a la región como Gene Leedy, Tim Seibert, Jack West, Victor Lundy, William Rupp, Carl Abbott y Mark Hampton. Estos arquitectos eran colegas, a menudo se reunían para tomar un café en el restaurante Plaza para discutir nuevos conceptos en arquitectura, con tal interacción engendrando nuevos enfoques para el diseño arquitectónico y, en general, evolucionando fuera de la arquitectura orgánica y hacia diseños más abstractos y geométricos.
Las obras de estos arquitectos en la región durante los años cincuenta y principios de los sesenta fueron significativas. Rudolph lanzó una práctica independiente y produjo Walker Guest House, Sanderling Beach Club, Umbrella House, Deering Residence, Riverview High School y la Sarasota High School. Seibert diseñó Hiss Studio, Bay Plaza Condominium, Beachplace Condominium, Siesta Key Beach Pavilion y John D. MacDonald Pavilion.  Lundy construyó el Motel Warm Mineral Springs, la Iglesia Presbiteriana Bee Ridge, la Iglesia Luterana St. Paul, la Cámara de Comercio Greater Sarasota y la Escuela Primaria Alta Vista. Leedy construyó el estudio Syd Solomon, la residencia Garcia y la escuela primaria Brentwood (con William Rupp). Rupp (con su socio Joe Farrell) diseñó el Edificio Comercial Scott. El trabajo de Jack West incluyó el Ayuntamiento de Sarasota, el First Federal Savings Bank y el Nokomis Beach Pavilion. La mayoría de estas estructuras han sido reconocidas por el Instituto Americano de Arquitectos y / o se han colocado en el Registro Nacional de Lugares Históricos de EE. UU.
El empresario local Philip Hiss desempeñó un papel clave en la proliferación del modernismo de Sarasota. Inició desarrollos residenciales (como Lido Shores) que mostraban una arquitectura moderna e innovadora. También se convirtió en miembro activo de la junta escolar local (elegido presidente en 1956) y pudo obtener varias comisiones de arquitectura para proyectos de construcción de escuelas.  Fue una fuerza impulsora en la creación de New College en Sarasota, y contrató al arquitecto IM Pei para diseñar el campus.
A finales de la década de 1950, la Escuela Sarasota estaba empezando a declinar. Twitchell estaba casi jubilado. Rudolph había trasladado la mayor parte de su práctica a Nueva York. Leedy también dejó Sarasota, mudándose a Winter Haven en 1955.  Lundy se mudó a Nueva York en 1960. El ambiente fértil para la arquitectura innovadora se había evaporado, reemplazado por promotores de bienes raíces corporativos más interesados en ganar dinero que en arte.
La Escuela Sarasota recibió su nombre y se definió como un movimiento ex post facto por Leedy durante una presentación en una conferencia del Instituto Americano de Arquitectos en Tampa, Florida, en 1982. "Se suponía que debía poner un gran programa sobre lo que estábamos haciendo, y tuve que pensar en un nombre para el folleto. En aquellos días, solían referirse a los arquitectos de Chicago como la 'Escuela de Chicago', así que nos llamaron 'Escuela de Sarasota', dijo Leedy.  Asistieron a esa reunión la mayoría de sus miembros originales, incluidos Rudolph, Seibert, Rupp, Lundy y Bert Brosmith.

## Legado
Entre 1960 y 1990, la mayoría de las estructuras modernas de mediados de siglo en Sarasota cayeron en mal estado y fueron demolidas. Sin embargo, con la restauración del histórico Healy Guest House y Revere Quality House, hubo un resurgimiento en los esfuerzos por preservar la arquitectura de la Escuela Sarasota.  La Casa del paraguas y el Estudio Hiss en Lido Shores han sido restaurados. Se han conservado partes de la adición de Rudolph a la Sarasota High School. Docenas de otras estructuras históricas han sido rehabilitadas.
Riverview High School fue considerada para la lista de los lugares más amenazados de América por el National Trust for Historic Preservation, pero fue demolida en 2009.
La Fundación de Arquitectura Sarasota fue creada en 2002 para aumentar la educación pública y la protección de la infraestructura de la Escuela de Sarasota . Del mismo modo, el Centro de Arquitectura Sarasota, ubicado en el Edificio Comercial Scott, es una organización sin fines de lucro con el objetivo de aumentar la conciencia de la arquitectura innovadora de Sarasota.
La Escuela de Sarasota ha continuado influyendo en varios arquitectos contemporáneos (como Max Strang y Guy Peterson ) que abrazan los principios originales de claridad de construcción del movimiento, honestidad en detalles, geometría clara, y sensibilidad ambiental. 

## Obras representativas

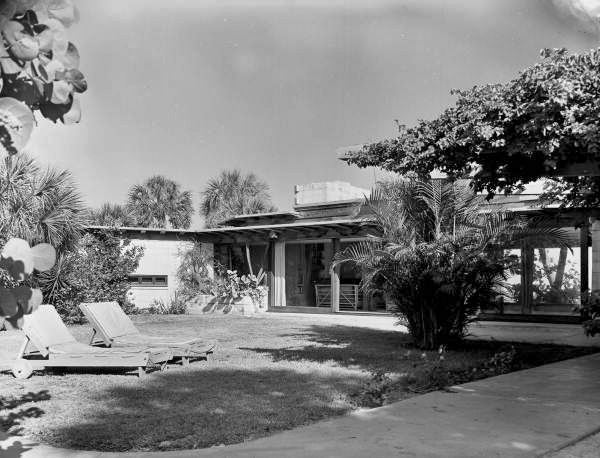
Casa Twitchell (Twitchell y Rudolph)
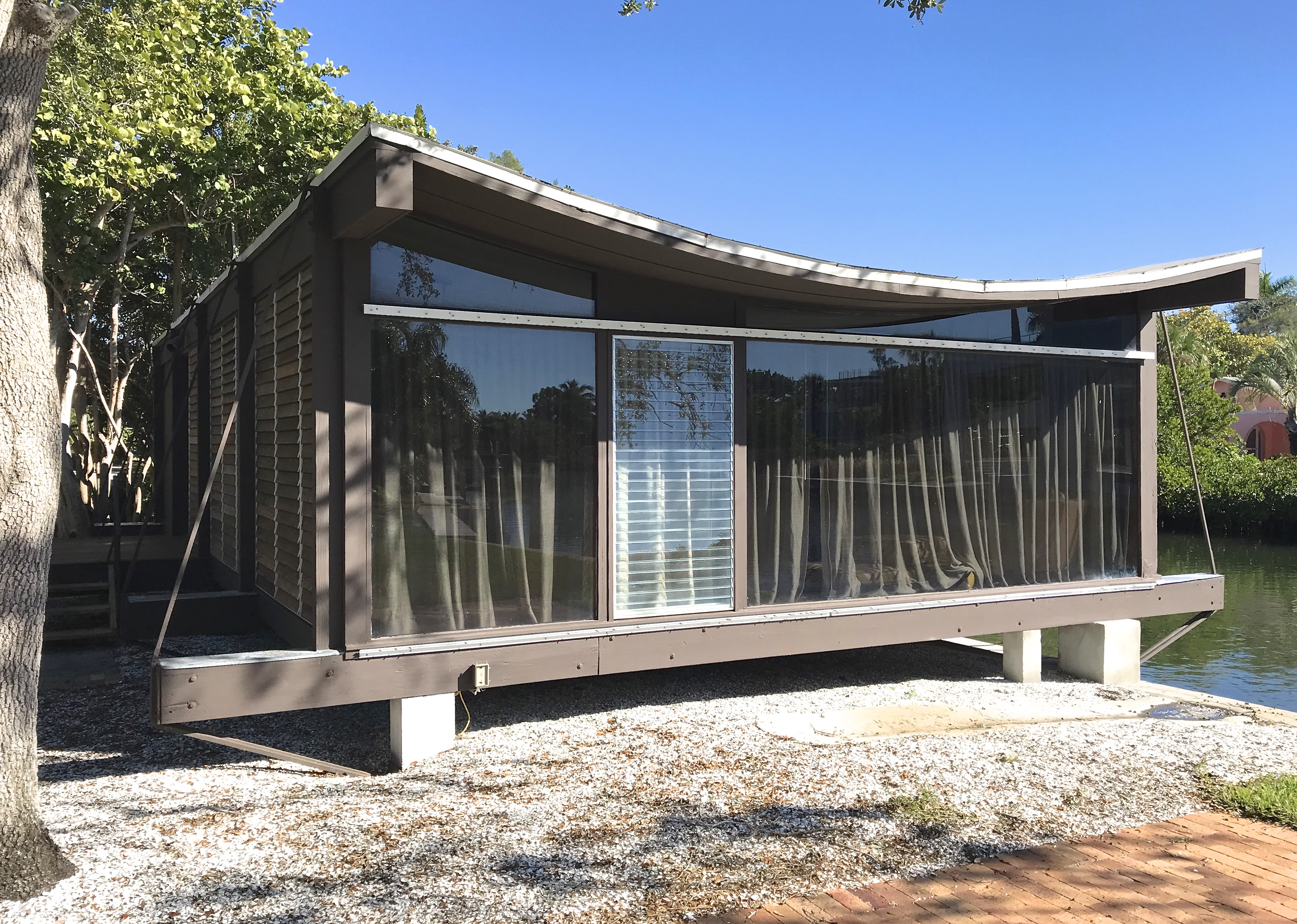
pulgar Casa de huéspedes Healy (Twitchell y Rudolph)
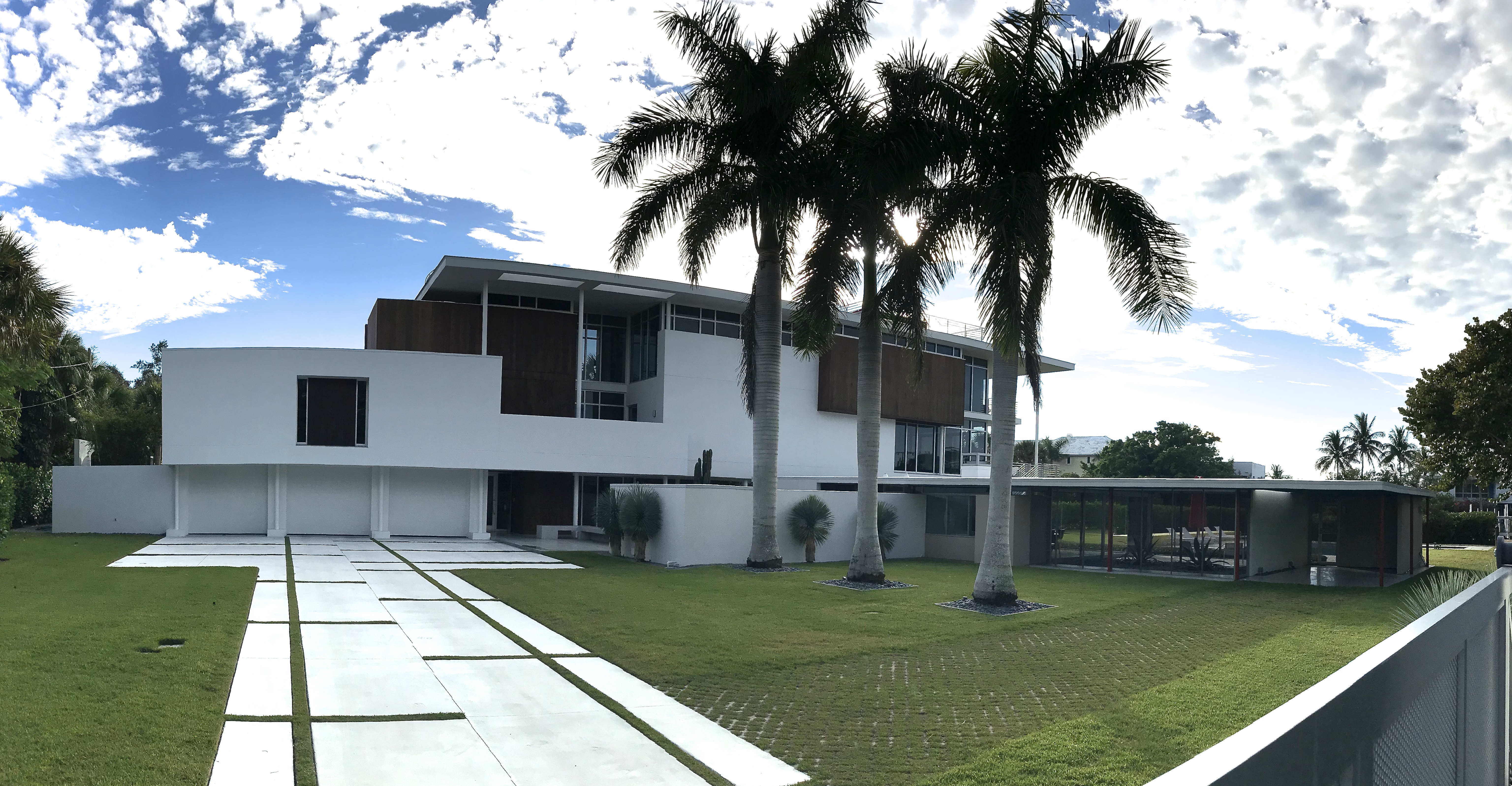
pulgar Revere Quality House ( Casa original - Twitchell y Rudolph. Companion House - Peterson)
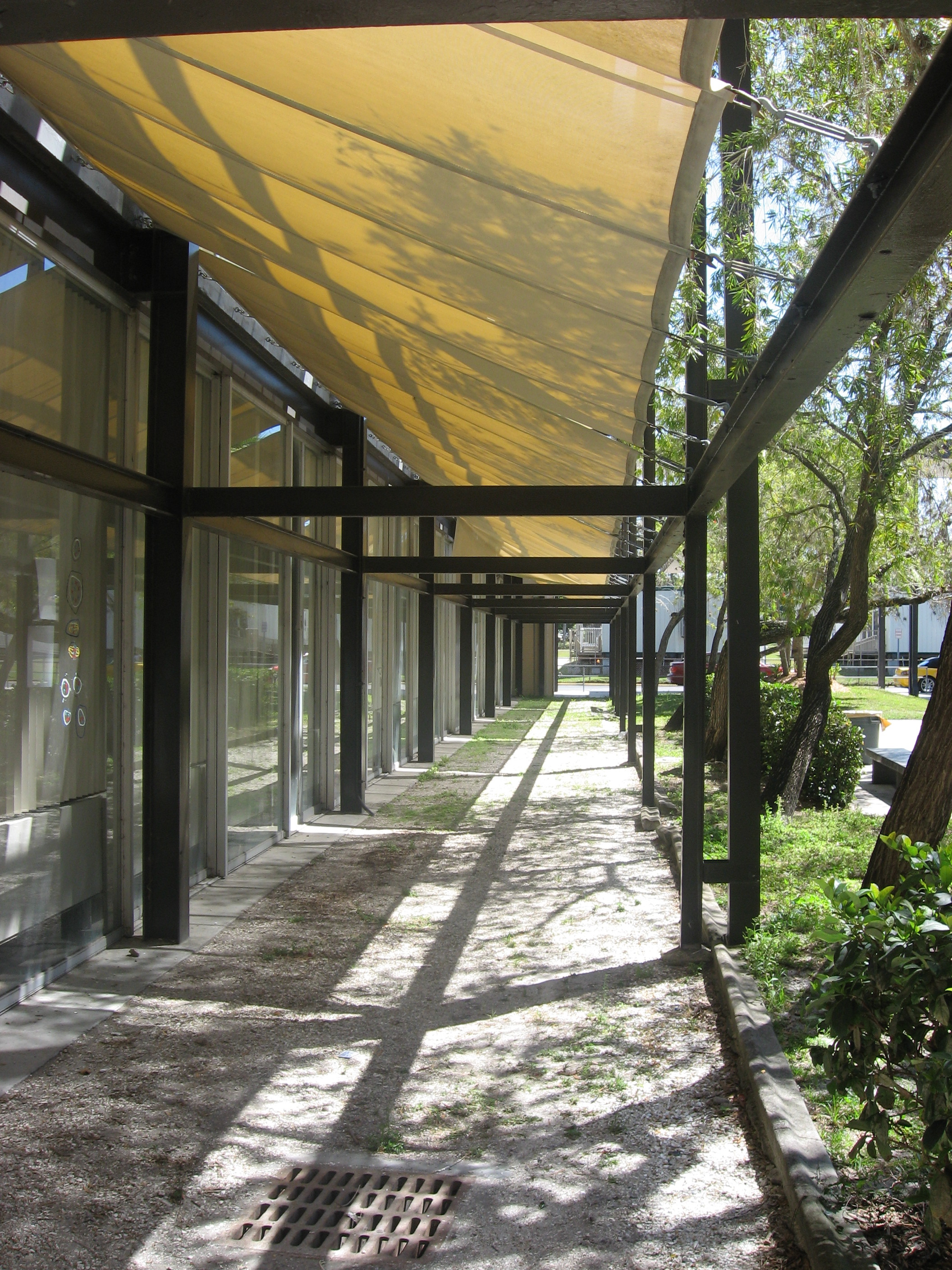
pulgar Riverview High School (Rudolph)
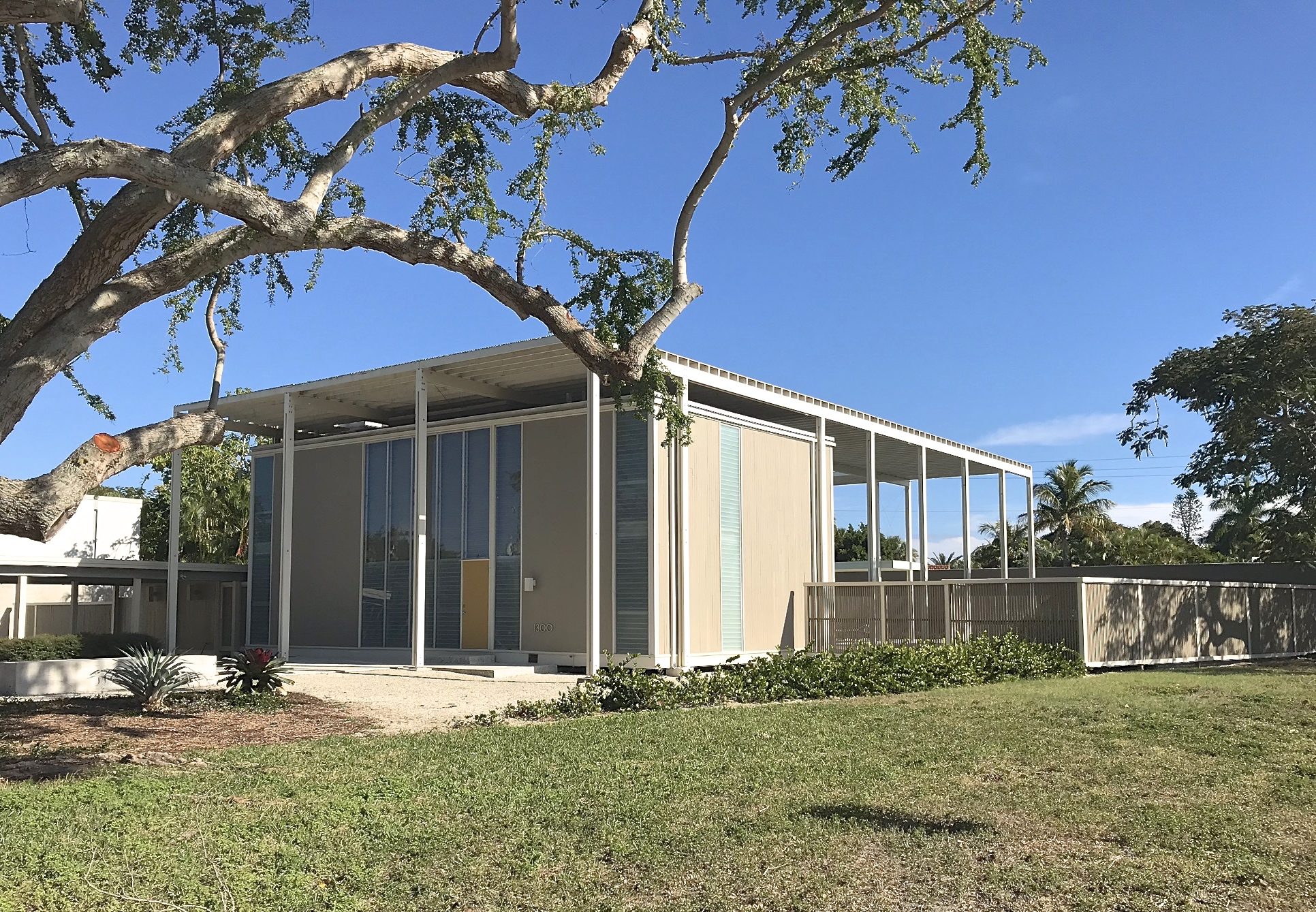
pulgar Residencia de Hiss (Rudolph)
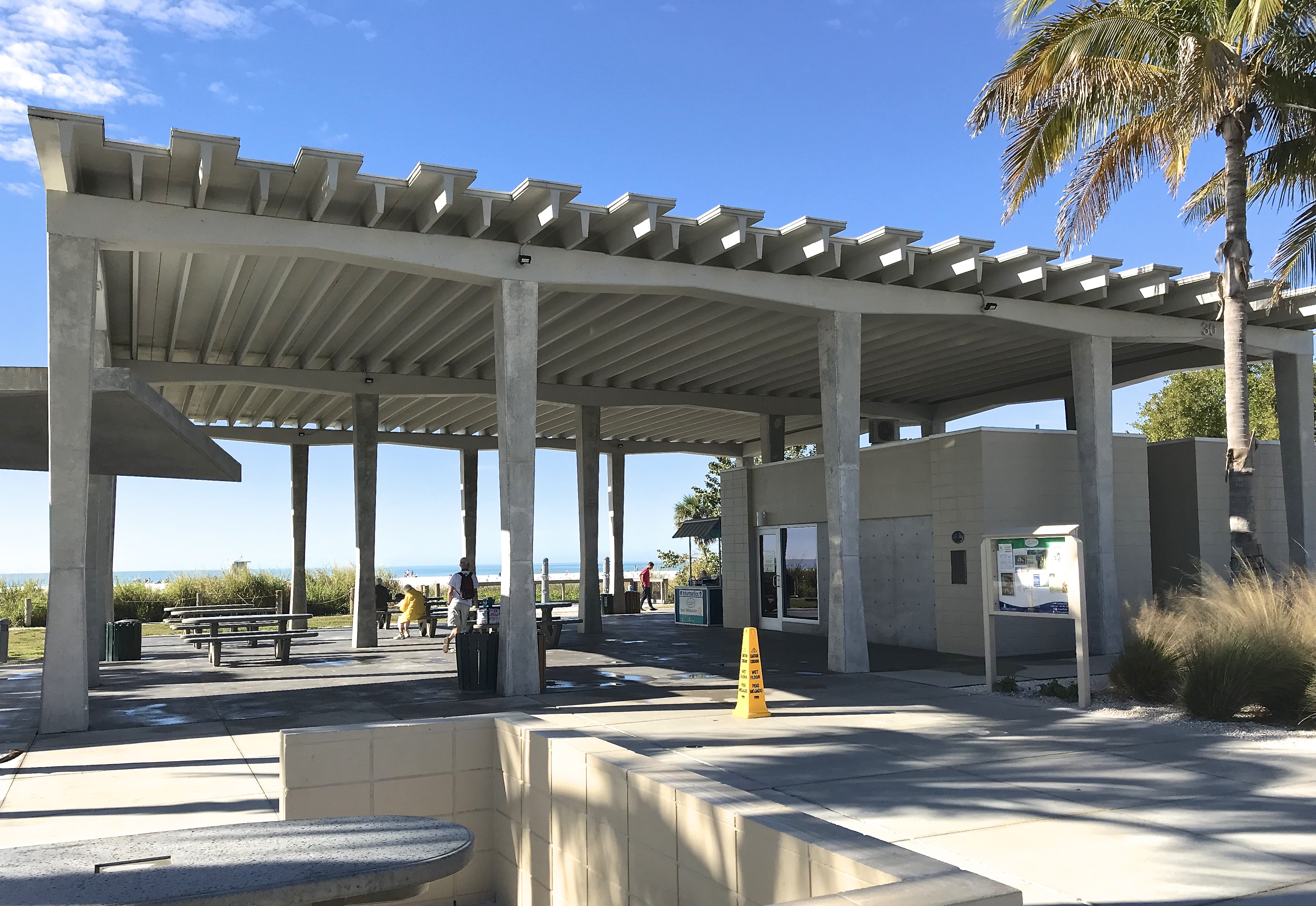
Siesta Key Beach Pavilion (Seibert)
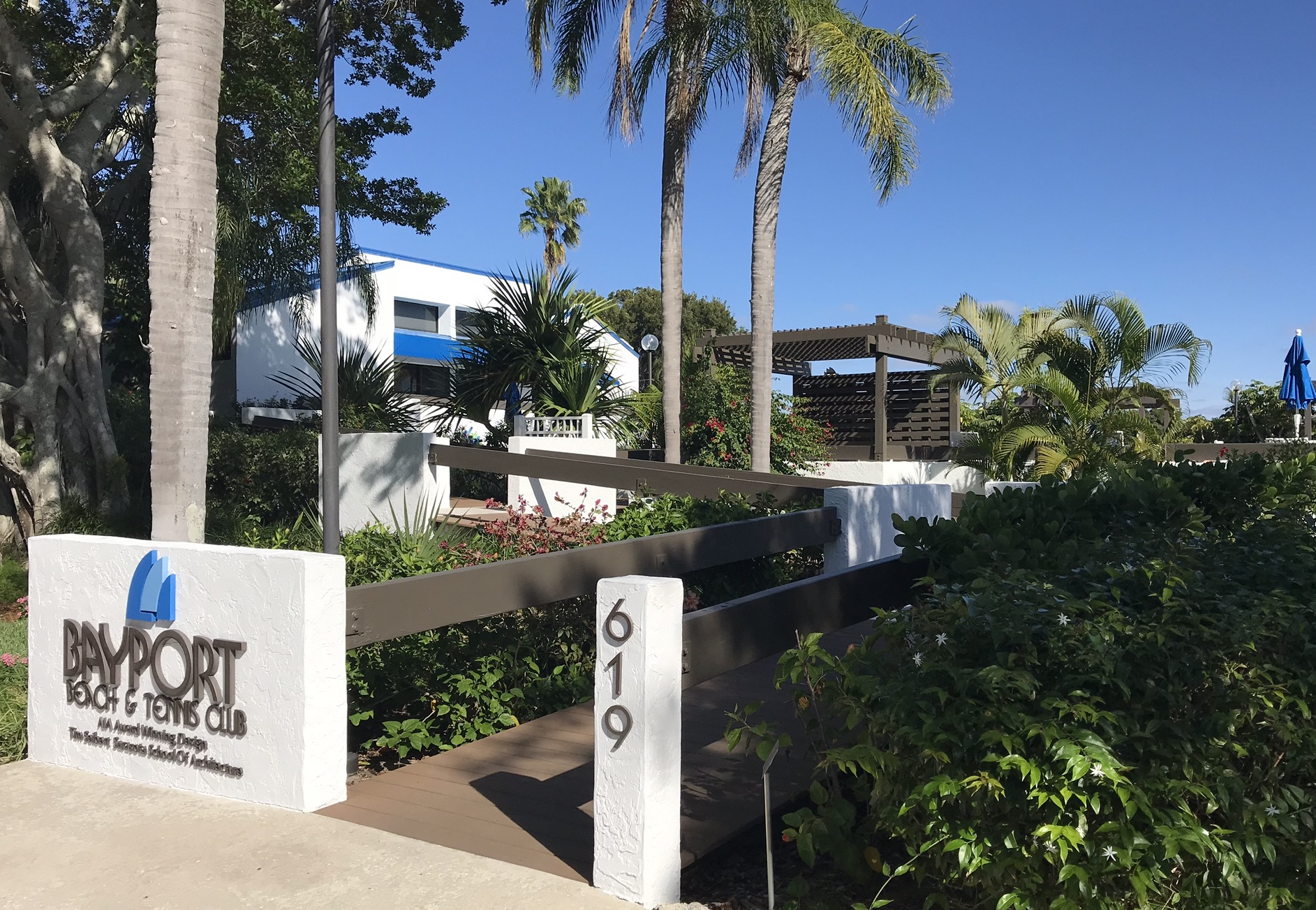
Club de tenis y playa de Bayport (Seibert)
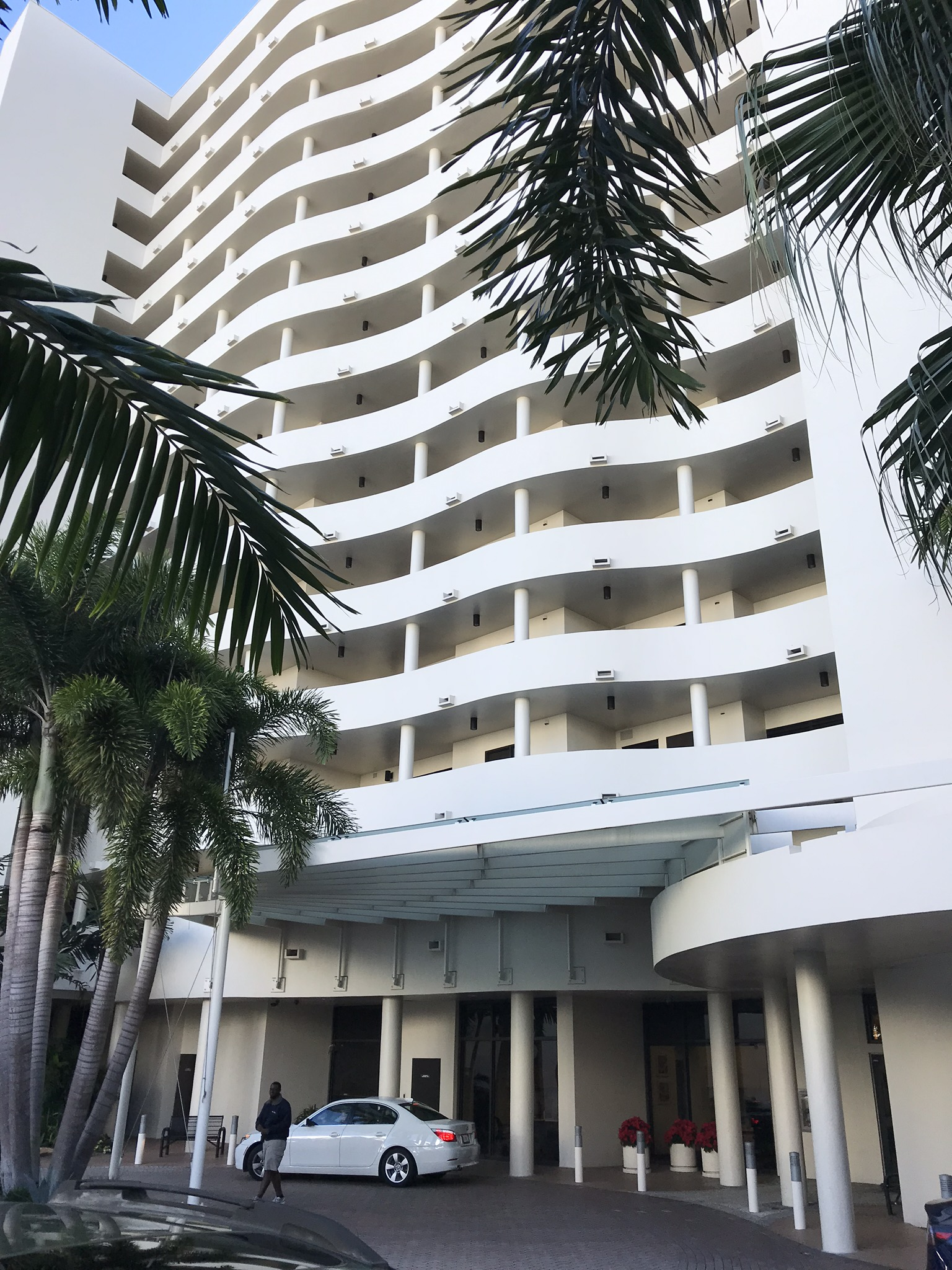
Plaza de la Bahía (Seibert)
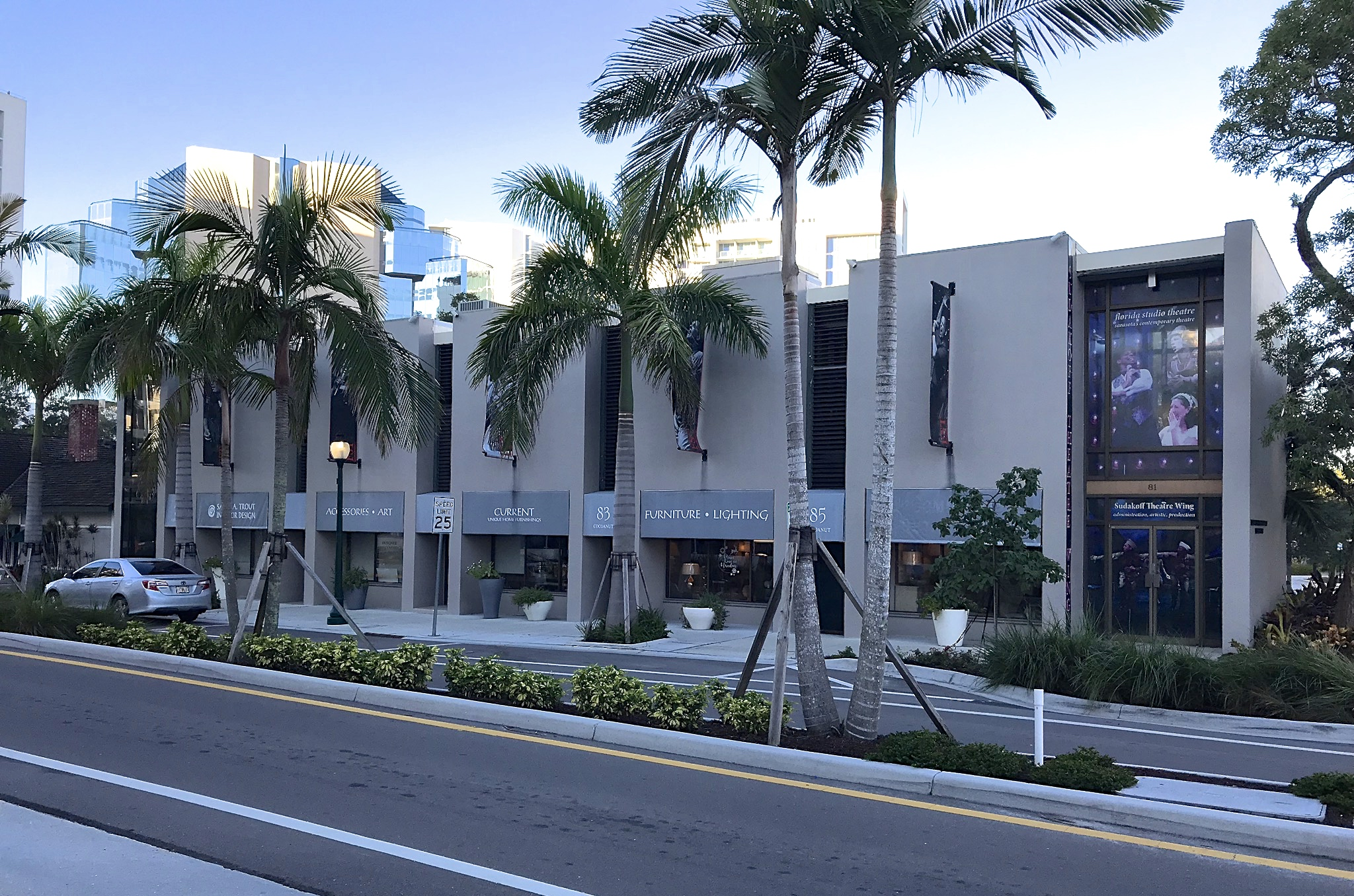
81 Cocoanut (Seibert)
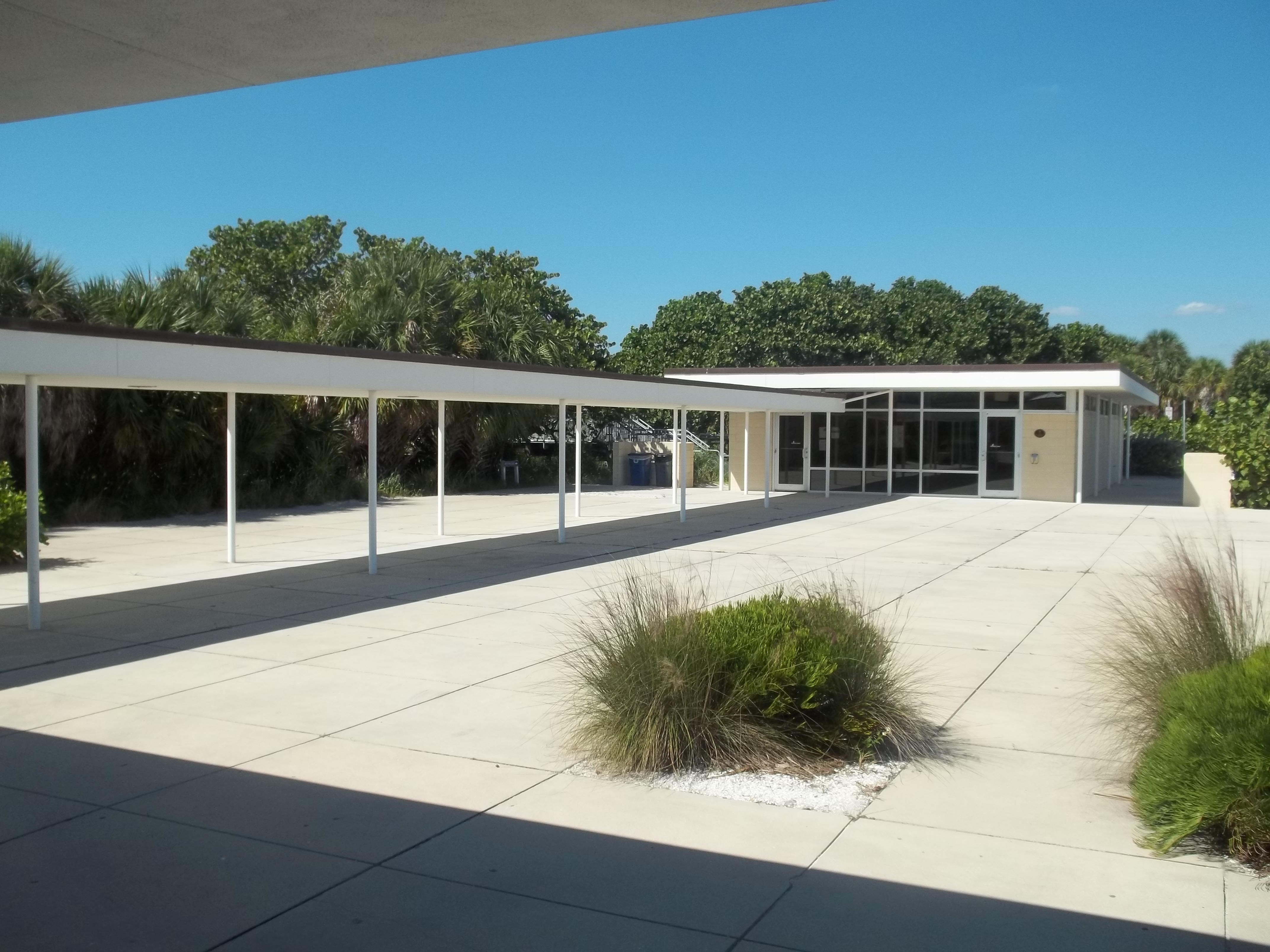
pulgar Nokomis Beach Pavilion (Oeste)
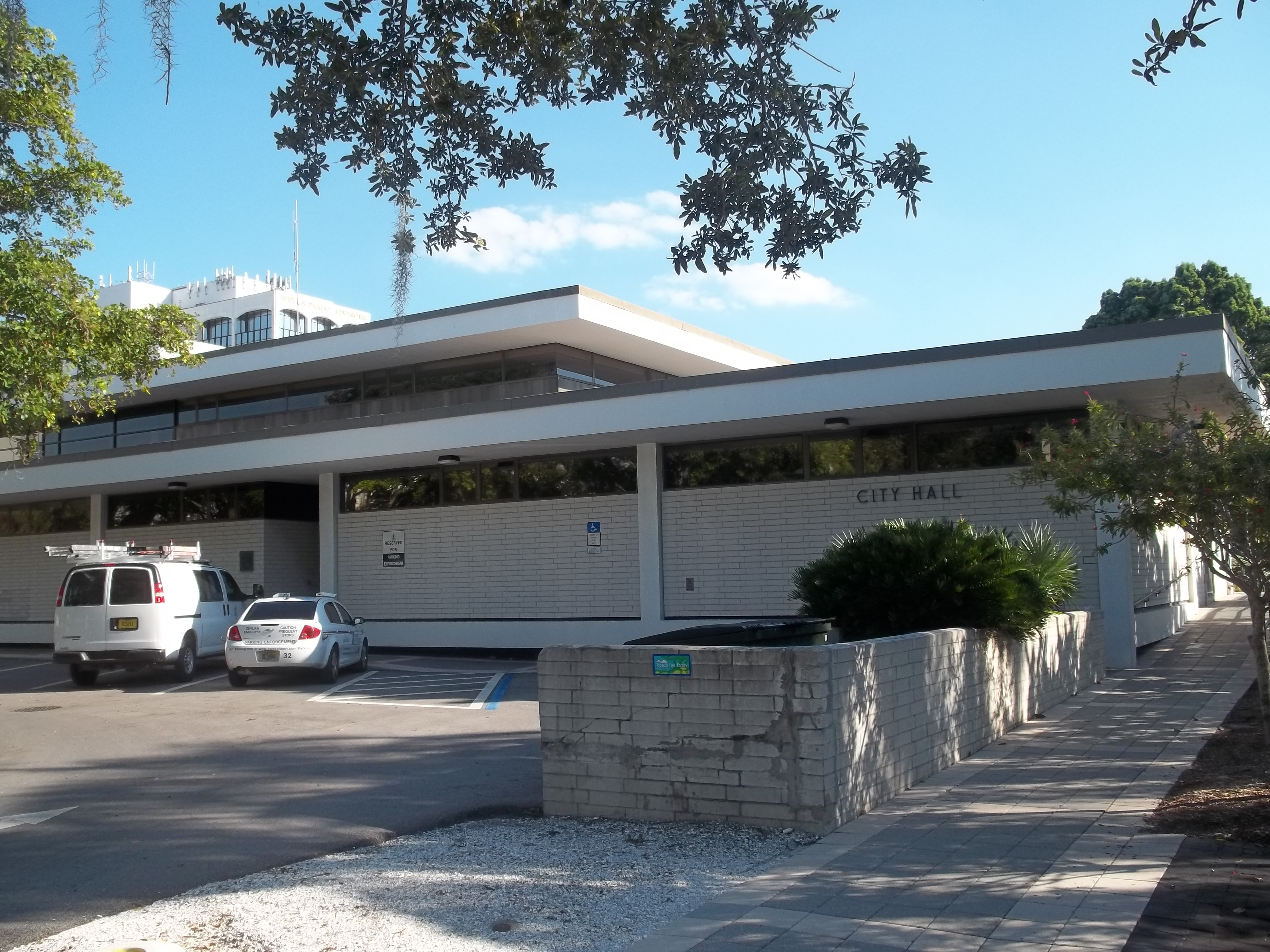
Ayuntamiento de Sarasota (oeste)
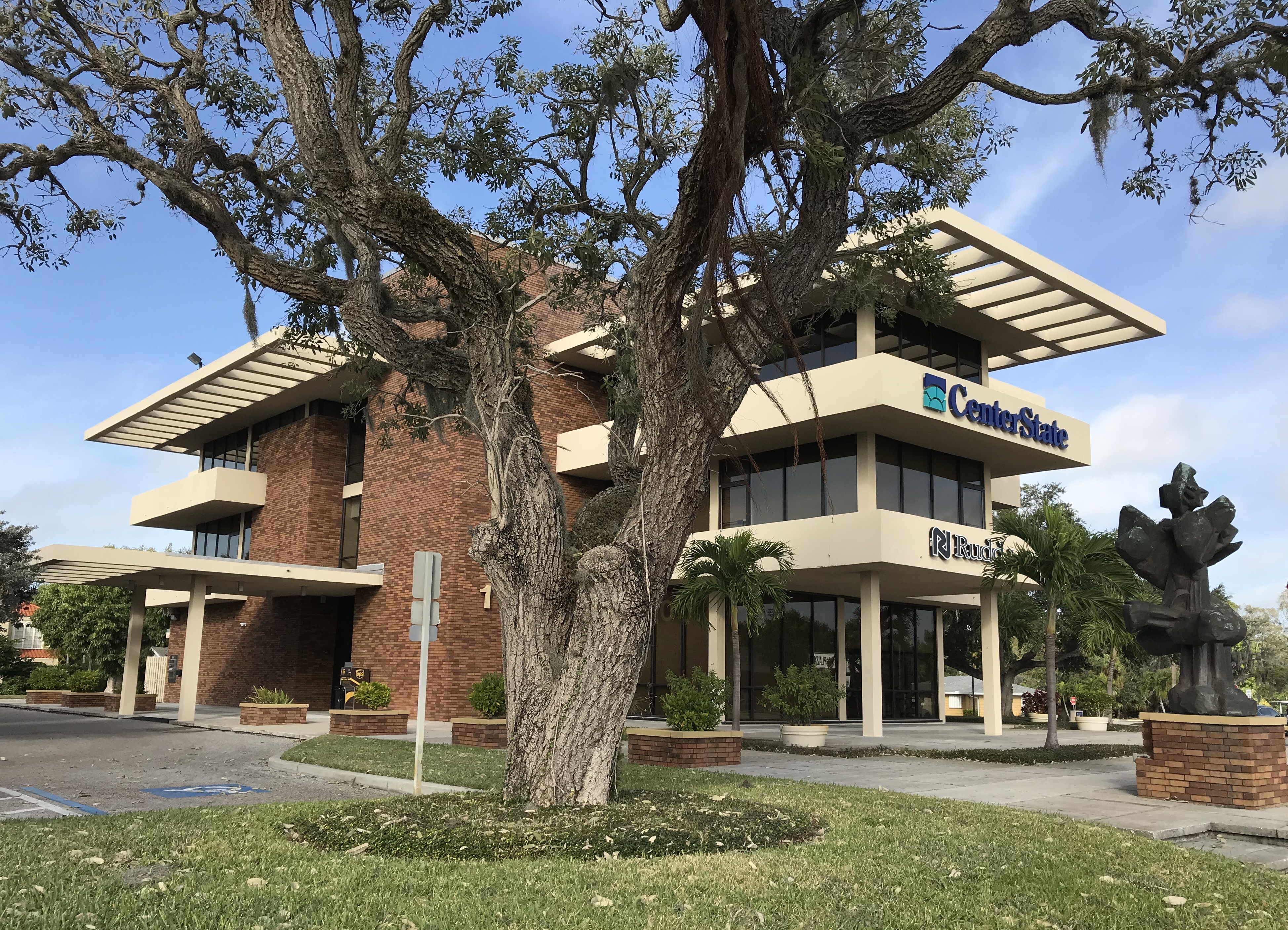
Primera Asociación Federal de Ahorros y Préstamos del Condado de Manatee (Oeste)
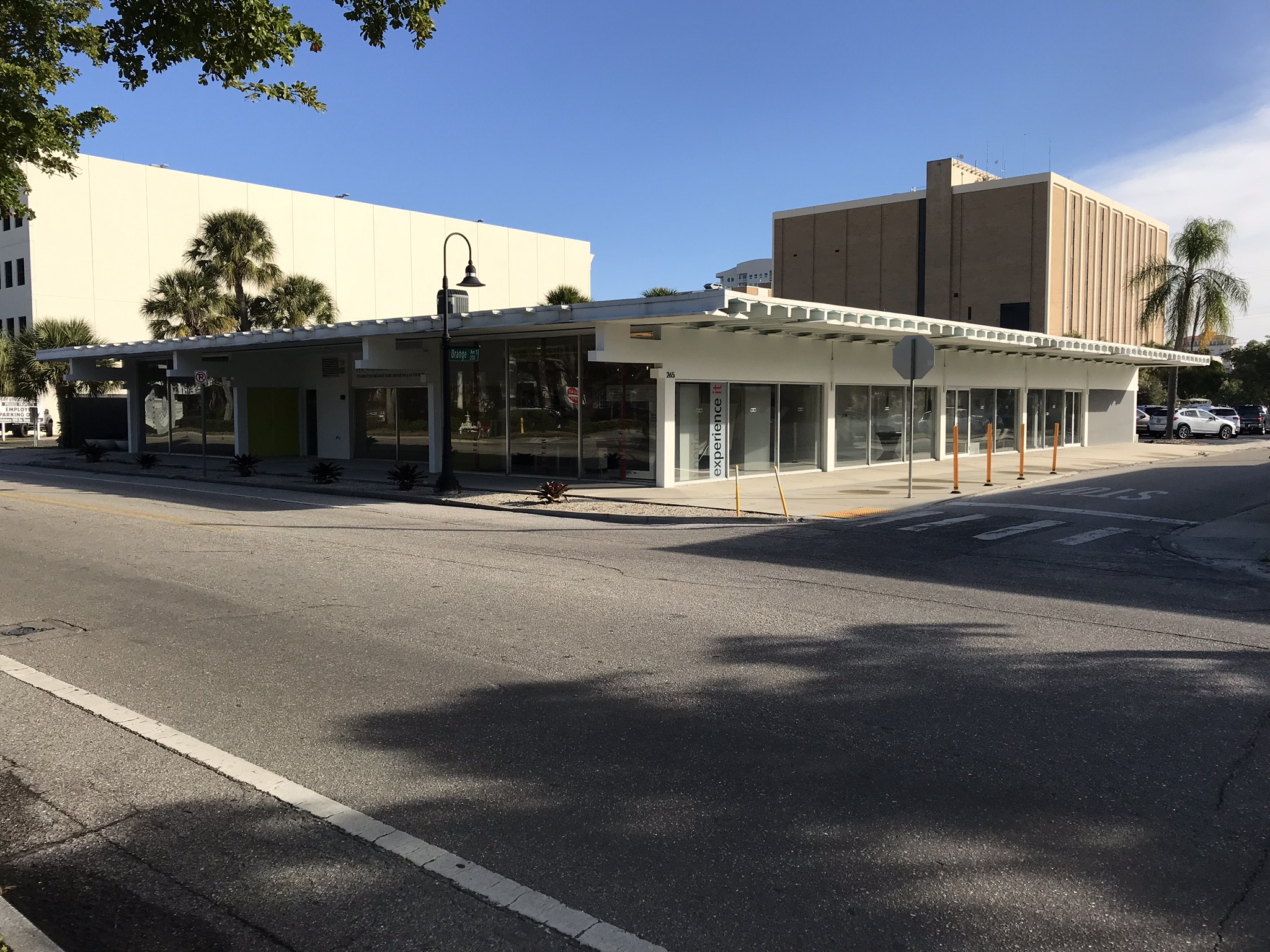
pulgar Pabellón de McCulloch (Centro de arquitectura Sarasota, Rupp y Ferrell)
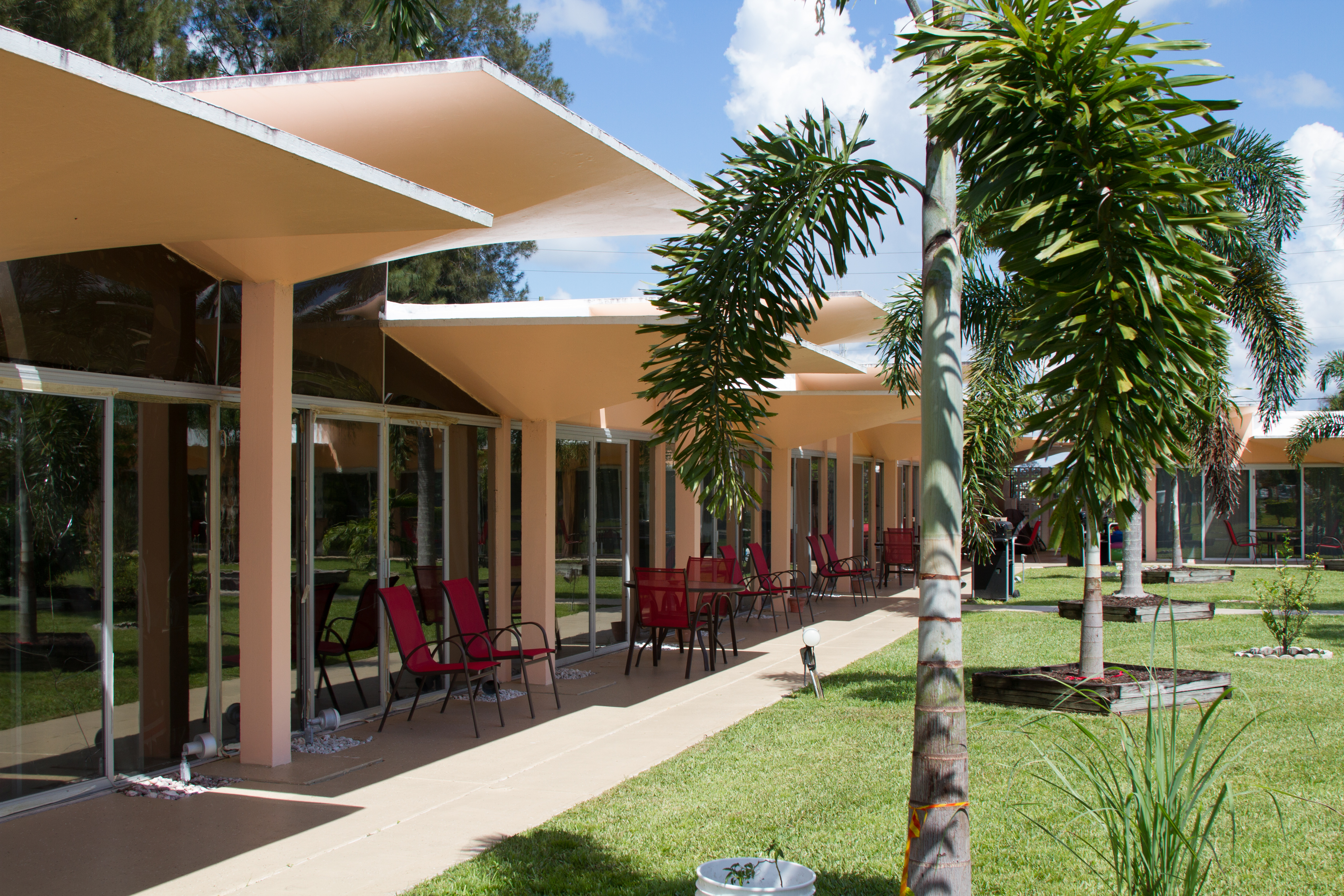
pulgar Ala de motel de Warm Mineral Springs (Lundy)
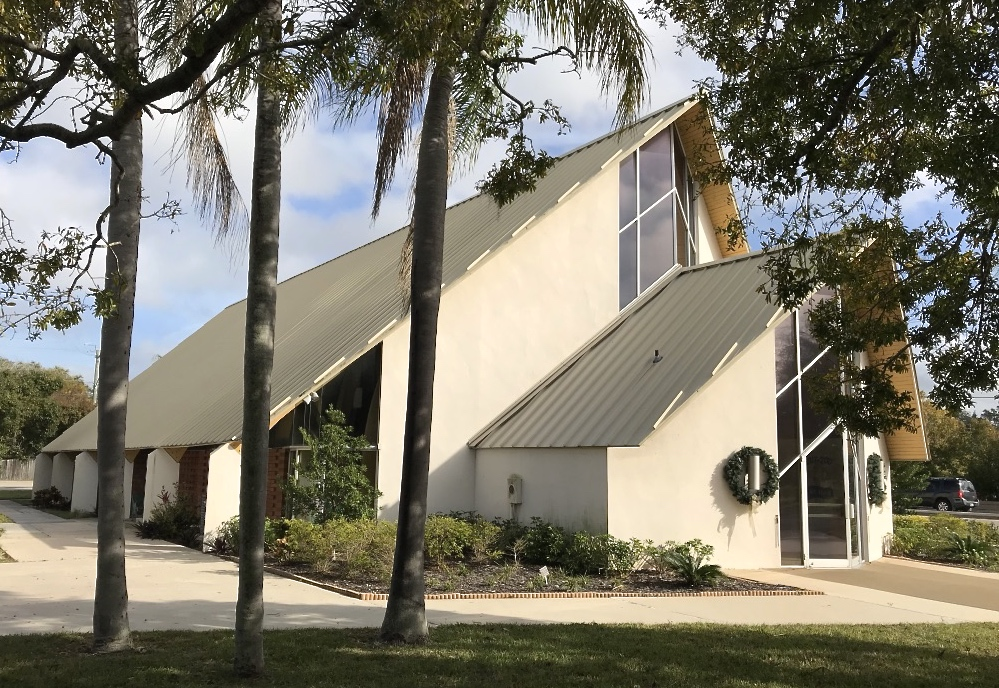
Iglesia Presbiteriana Bee Ridge (Lundy)
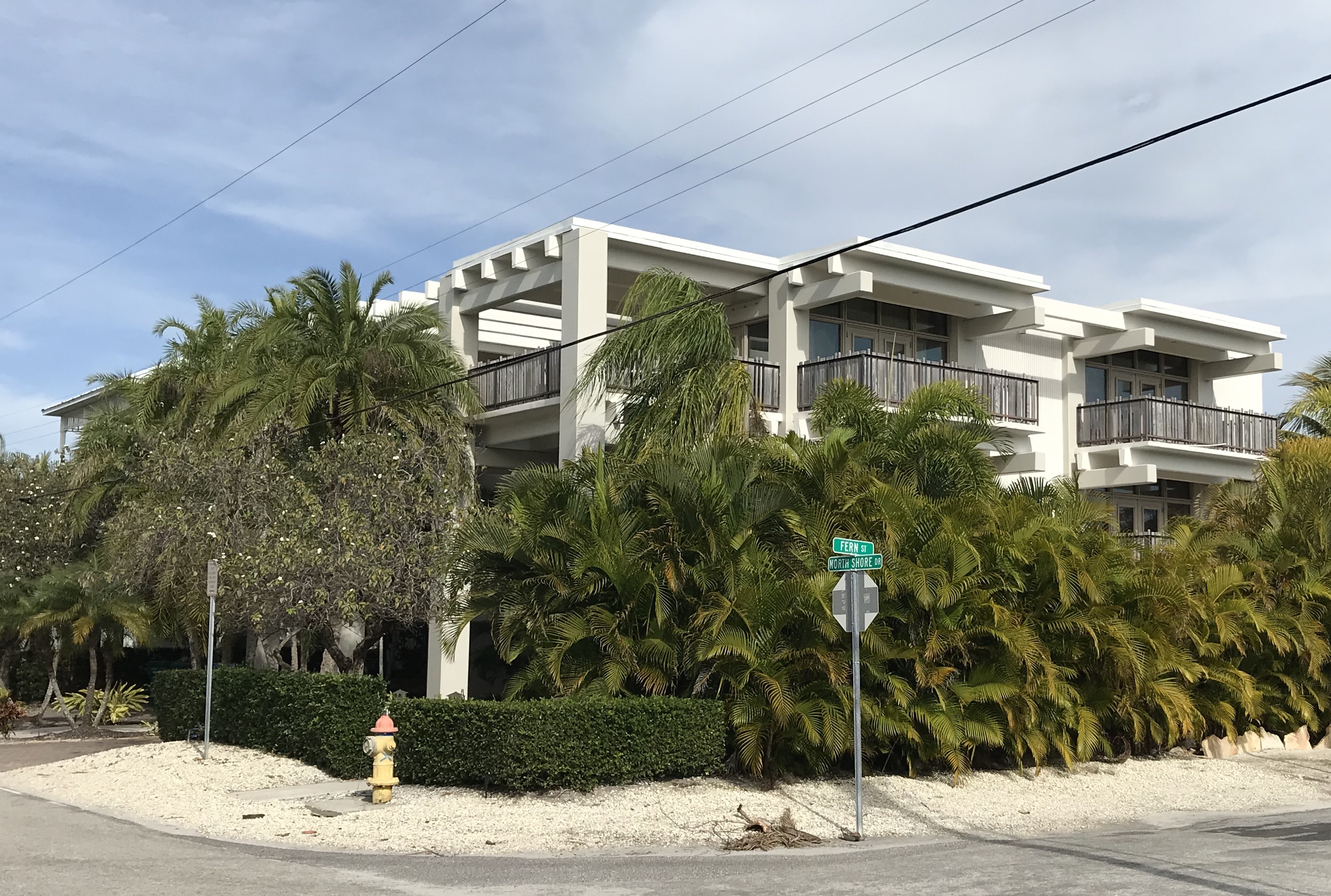
Residencia de García (Leedy)